# Coupe de l'America 2013

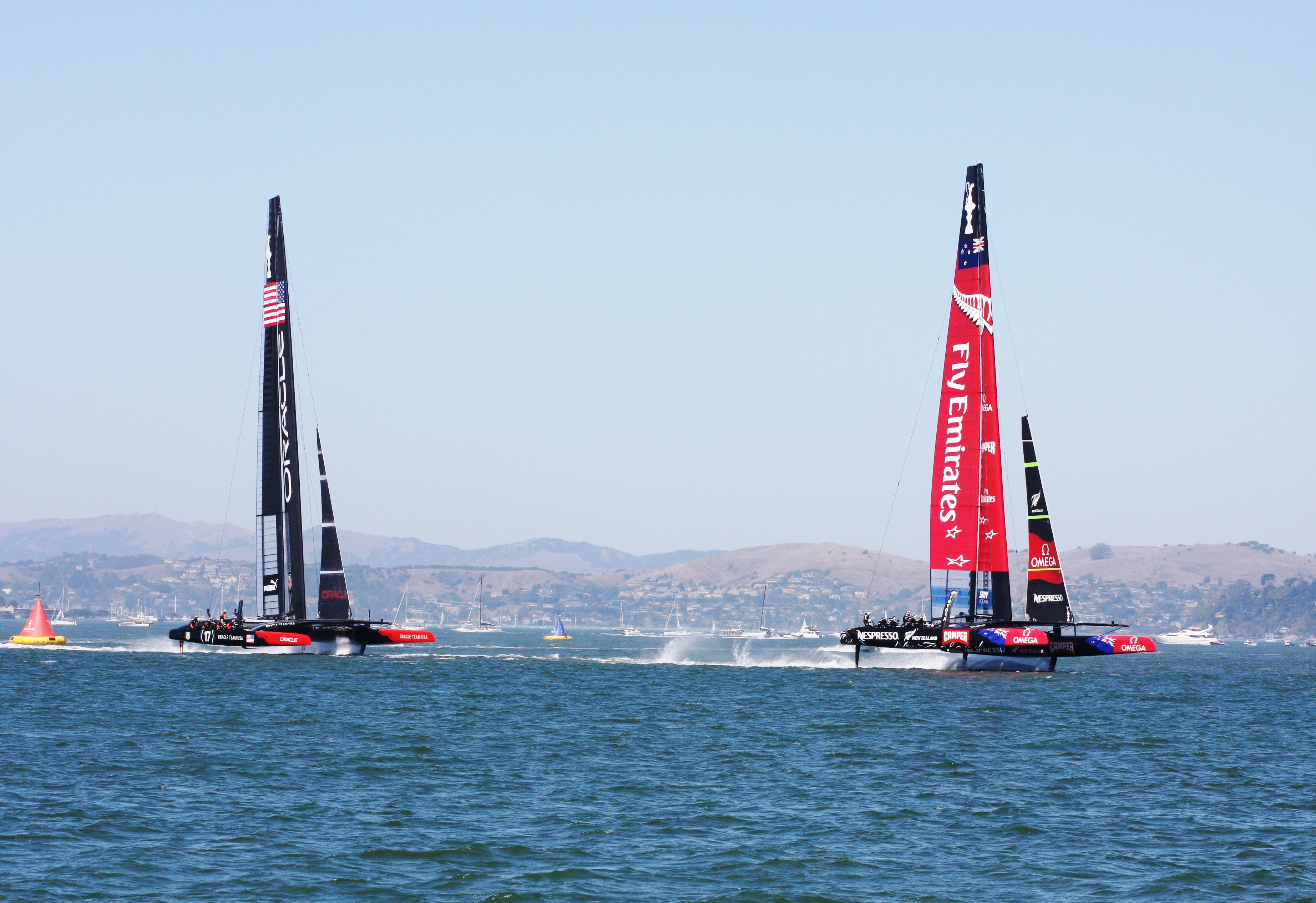
Les deux bateaux à la première marque de la première régate de la Coupe de l'America 2013.

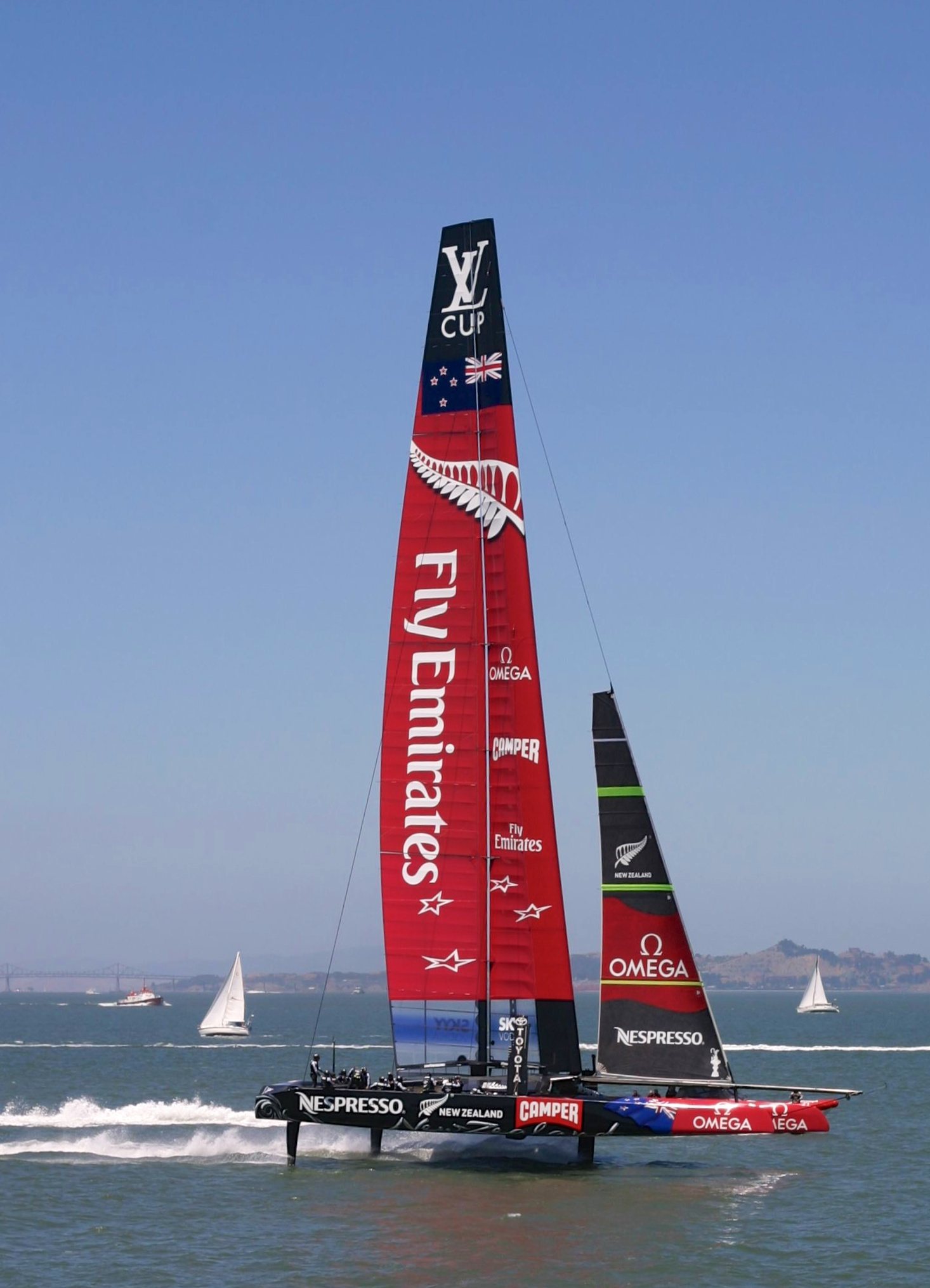
Le catamaran AC72 Emirates Team New Zealand, dans la baie de San Francisco.

La 34e Coupe de l'America s'est déroulée du 7 au 25 septembre 2013 dans la baie de San Francisco, aux États-Unis, sur des catamarans de 72 pieds dotés de mât-aile et sur foils. Elle a vu la victoire du defender Oracle Team USA sur le vainqueur de la coupe Louis-Vuitton 2013, Emirates Team New Zealand.

## Mise en place
Le Golden Gate Yacht Club de San Francisco est le defender de la Coupe de l'America, depuis la victoire de son équipe BMW Oracle Racing sur Alinghi de la société nautique de Genève lors de l'édition 2010. Le 6 mai 2010, le Golden Gate Yacht Club et le Club Nautico di Roma, désigné challenger of record par le GGYC, tiennent une conférence de presse pour présenter les grandes lignes de la 34e édition, dont le protocole est présenté le 13 septembre 2010. La date de l'événement est fixée à septembre 2013. Le processus inclut l'établissement de nouvelles règles, la création d'une nouvelle classe de voiliers, l'organisation de régates régulières avant l'événement de septembre 2013, une équipe organisatrice indépendante des équipes. Cette première série de régates, les America's Cup World Series, se déroule à partir d'août 2011 jusqu'en avril 2013.
Le 26 novembre 2010, Alinghi, double vainqueur de l'épreuve, annonce qu'il ne participera pas à la Coupe de l'America 2013. Le Club Nautico di Roma se retire le 12 mai 2011, laissant la charge au yacht club royal de Suède.
La préparation de la coupe est endeuillée le 9 mai 2013 par la mort d'Andrew Simpson, lors du chavirage du catamaran Artemis Racing. À la suite de cet accident, de nouvelles règles de sécurité sont adoptées par la direction de course.

### Voiliers
Les régates se disputent sur un catamaran de 72 pieds – 22 m – muni d'une aile rigide, à l'image d'USA 17 à bord duquel BMW Oracle a remporté l'épreuve en 2010. Cette classe de voiliers, appelée AC72, permet des régates plus rapides et plus spectaculaires. Ces navires sont supposés naviguer à une vitesse équivalant à 1,2 fois celle du vent aux allures de près et 1,6 fois celle du vent aux allures portantes.

### America's Cup World Series
Pour permettre un entraînement constant des équipages, encourager l'intérêt général envers la compétition et amener plus de sponsors pour les équipes, une première série de régates se déroule à partir d'août 2011 jusqu'en juin 2013 sur des AC45. Il y eut trois épreuves en 2011, neuf en 2012 et quatre en 2013. Chaque épreuve se déroule au cours de neuf jours de course, combinant match racing et régates en flotte. Si l'état de la mer le permet, les voiliers doivent pouvoir courir dans des conditions de vent allant de 3 à 33 nœuds.
Les championnats 2012 et 2013 ont été remportés par Oracle. À noter que l'équipe a été sanctionnée par la suite pour tricherie et aura un handicap de 2 points à rattraper dans l'America's Cup Match. Une sanction inédite dans la Coupe.

## Équipes
| Defender                         | Defender                              |
| -------------------------------- | ------------------------------------- |
| Golden Gate Yacht Club           | Oracle Racing                         |
| Défis enregistrés                |                                       |
| Kungliga Svenska Segelsällskapet | Artemis Racing (challenger of record) |
| Royal New Zealand Yacht Squadron | Emirates Team New Zealand             |
| Yacht Club Italiano              | Luna Rossa Challenge                  |

## Déroulement

### Coupe Louis-Vuitton 2013
La coupe Louis-Vuitton s'est déroule dans la baie de San Francisco du 4 juillet au 30 août 2013. Elle oppose les trois challengers en vue de la désignation du challenger officiel pour la Coupe de l'America.
À la suite de l'accident survenu en mai, de nouvelles règles de sécurité sont adoptées. Elles prévoient notamment l'agrandissement des ailerons de stabilisation installés sur les safrans. Cette décision entraîne les protestations d'Emirates Team New Zealand et Luna Rossa, cette dernière refusant de participer à la première course tant que ces protestations n'auront pas été étudiées par le jury de la course.
En raison de l'accident survenu en mai, Artemis Racing ne peut participer aux premières régates, son nouvel AC72 ne devant être prêt qu'à la fin du mois de juillet. Emirates Team New Zealand domine largement l'épreuve, remportant toutes ses régates des round-robins qui lui permet de se qualifier directement en finale. En demi-finale, Luna Rossa se défait d'Artemis mais est sèchement battue en finale par ETNZ, qui ne concède qu'une manche en raison d'une disqualification pour avoir reçu une aide extérieure.

### Coupe de l'America 2013
| Victoires : marquées en vert                      |
| Courses reportées ou annulées : marquées en rouge |

| Course    | Date               | Heure du Pacifique | Oracle Team USA | Emirates Team New Zealand | Delta | Score                  | Score                          |
| --------- | ------------------ | ------------------ | --------------- | ------------------------- | ----- | ---------------------- | ------------------------------ |
| Course    | Date               | Heure du Pacifique | Oracle Team USA | Emirates Team New Zealand | Delta | Drapeau des États-Unis | Drapeau de la Nouvelle-Zélande |
| 1         | 7 septembre 2013   | 13 h 15            | 24:06           | 23:30                     | 00:36 | 0                      | 1                              |
| 2         | 7 septembre 2013   | 14 h 15            | 23:38           | 22:46                     | 00:52 | 0                      | 2                              |
| 3         | 8 septembre 2013   | 13 h 15            | 25:28           | 25:00                     | 00:28 | 0                      | 3                              |
| 4         | 8 septembre 2013   | 14 h 15            | 22:42           | 22:50                     | 00:08 | 01                     | 3                              |
| 5         | 10 septembre 2013  | 13 h 15            | 23:50           | 22:45                     | 01:05 | 0                      | 4                              |
| Reportée2 | 10 septembre 2013  | 14 h 15            | —               | —                         | —     | 0                      | 4                              |
| 6         | 12 septembre, 2013 | 13 h 15            | 32:26           | 31:39                     | 00:47 | 0                      | 5                              |
| 7         | 12 septembre 2013  | 14 h 15            | 25:54           | 24:48                     | 01:06 | 0                      | 6                              |
| 8         | 14 septembre 2013  | 13 h 15            | 23:09           | 24:01                     | 00:52 | 01                     | 6                              |
| Annulée3  | 14 septembre 2013  | 14 h 15            | —               | —                         | —     | 0                      | 6                              |
| 9         | 15 septembre 2013  | 13 h 15            | 21:53           | 22:40                     | 00:47 | 1                      | 6                              |
| 10        | 15 septembre 2013  | 14 h 15            | 22:17           | 22:00                     | 00:17 | 1                      | 7                              |
| Reportée4 | 17 septembre 2013  | 13 h 15            | —               | —                         | —     | 1                      | 7                              |
| Reportée4 | 17 septembre 2013  | 14 h 15            | —               | —                         | —     | 1                      | 7                              |
| 11        | 18 septembre 2013  | 13 h 15            | 23:56           | 23:41                     | 00:15 | 1                      | 8                              |
| Reportée4 | 18 septembre 2013  | 14 h 15            | —               | —                         | —     | 1                      | 8                              |
| 12        | 19 septembre 2013  | 13 h 15            | 23:49           | 24:20                     | 00:31 | 2                      | 8                              |
| Reportée4 | 19 septembre 2013  | 14 h 15            | —               | —                         | —     | 2                      | 8                              |
| Annulée5  | 20 septembre 2013  | 13 h 20            | —               | —                         | —     | 2                      | 8                              |
| 13        | 20 septembre 2013  | 14 h 33            | 27:20           | 28:44                     | 01:24 | 3                      | 8                              |
| Reportée6 | 21 septembre 2013  | 13 h 15            | —               | —                         | —     | 3                      | 8                              |
| Reportée6 | 21 septembre 2013  | 14 h 15            | —               | —                         | —     | 3                      | 8                              |
| 14        | 22 septembre 2013  | 13 h 15            | 33:47           | 34:10                     | 00:23 | 4                      | 8                              |
| 15        | 22 septembre 2013  | 14 h 22            | 27:34           | 28:11                     | 00:37 | 5                      | 8                              |
| 16        | 23 septembre 2013  | 13 h 45            | 30:43           | 31:16                     | 00:33 | 6                      | 8                              |
| Reportée7 | 23 septembre 2013  | 14 h 15            | —               | —                         | —     | 6                      | 8                              |
| 17        | 24 septembre 2013  | 13 h 15            | 24:04           | 24:31                     | 00:27 | 7                      | 8                              |
| 18        | 24 septembre 2013  | 14 h 15            | 22:01           | 22:55                     | 00:54 | 8                      | 8                              |
| 19        | 25 septembre 2013  | 13 h 15            | 23:24           | 24:08                     | 00:44 | 9                      | 8                              |

1 Les victoires d'Oracle dans les courses 4 et 8 ne lui ont pas rapporté de point en raison des pénalités imposées par le jury après qu'Oracle ait été sanctionné pour tricherie en 2012 dans les series en AC45.

2 Oracle utilise leur carte de report après la course 5, annulant la seconde course prévue le 10 septembre.

3 Alors que ETNZ est en tête dans le bord de près, la seconde course du 14 septembre est abandonnée par la direction de course en raison de l'excès de vent.

4 Les deux courses du 17 septembre et les secondes des 18 et 19 septembre sont reportées en raison de la vitesse du vent supérieure à la limite.

5  Alors que ETNZ est très largement en tête à l'approche de la quatrième et dernière marque, la course est annulée à l'issue de l'expiration de la limite des 40 minutes.

6 Les deux courses sont reportées en raison de la direction du vent ne permettant une progression correcte sur le parcours.

7 La course 17 n'est pas courue le 23 septembre en raison du dépassement de l'heure limite de départ fixée à 14 h 40.